# Loi des otages
La loi sur la répression du brigandage et des assassinats dans l'intérieur, aussi connue comme loi des otages, est votée les 11 et 12 juillet 1799 (23 messidor an VII) par le conseil des Cinq-Cents et le conseil des Anciens et promulguée par le régime du Directoire.
Le régime est à ce moment effrayé par les succès des ennemis de l'extérieur et craint des soulèvements à l'intérieur de la France, que les rapports de police signalaient comme probables.
La loi est proposée à la suite du rapport de François-Augustin Brichet, auquel Théophile Berlier ajoute une adresse aux Français. Elle permet aux autorités locales d'établir des listes d'« otages », qui seraient tenus pour responsables de certaines infractions pénales. Elle est notamment destinée à être utilisée contre les notables soupçonnés de menacer l'autorité du Directoire. Elle assimile les parents d’émigrés ou d'ex-nobles, leurs aïeuls et ceux « notoirement connus pour faire partie des rassemblemens [sic] et bande d’assassins » comme étant « personnellement et civilement responsables des assassinats et brigandages ». Il s'agit non pas d'une présomption de culpabilité mais d'une culpabilité directe du fait du statut social. 
La loi autorise ainsi à prendre des otages « dans les classes ci-dessus désignées [les ex-nobles] », qui seront logés à leurs frais dans un local unique, sous surveillance. Les otages peuvent aussi être déportés et leurs biens séquestrés. Outre ces sanctions, les personnes visées par la loi sont redevables d’un amende de 5.000 francs pour toute personne assassinée et d’une indemnité d’au moins 6.000 francs à la veuve et de 3.000 francs par enfants du citoyen assassinés.
Il s'agit de mesures de police administrative : les arrestations, les indemnités, les amendes et les déportations sont prononcées sans aucune procédure ou formalité judiciaire mais par simple décision des autorités locales responsables de l'exécution de la loi. Néanmoins, cette dernière n'est pas vraiment efficace, les autorités pouvant sympathiser avec ceux contre lesquels la loi est censée être utilisée ou s'abstenir puisqu'elles ne veulent pas provoquer de conflits dans leur communauté.
Fortement décriée, notamment par André Morellet, la loi est abrogée par la loi du 23 brumaire an VIII (14 novembre 1799), après la prise de pouvoir par Napoléon Bonaparte lors du coup d'État du 18 brumaire.